# Rambla de Torvizcón
La rambla de Torvizcón es una rambla del sur de la península ibérica perteneciente a la cuenca mediterránea andaluza que discurre en su totalidad por el territorio del sur de la provincia de Granada (España). 

## Curso
La rambla de Torvizcón nace en la sierra de la Contraviesa y realiza un recorrido en dirección sur-norte a lo largo de unos 7 km a través de la comarca de la Alpujarra Granadina hasta su desembocadura en el río Guadalfeo, dentro del término municipal de Torvizcón. 
Se trata de un río de caudal intermitente que se caracteriza por la gran virulencia de sus avenidas y por su enorme capacidad de arrastre.